# Amyloflagellula pseudoarachnoidea
Amyloflagellula pseudoarachnoidea är en svampart som först beskrevs av Dennis, och fick sitt nu gällande namn av Rolf Singer 1966. Amyloflagellula pseudoarachnoidea ingår i släktet Amyloflagellula och familjen Marasmiaceae.   Inga underarter finns listade i Catalogue of Life.